# Земля Зичі
Земля́ Зичі́ (рос. Земля Зичи) — архіпелаг у Північному Льодовитому океані, у складі архіпелагу Земля Франца-Йосифа.

## Географія
До складу архіпелагу входить багато островів, які об'єднують разом через те, що вони скуті вічними льодами і утворюють єдине ціле.
Список всіх островів:
- Брош
- Вінер-Нойштадт
- Говен
- Кобург
- Острів Аполлонова
- Острів Вугільної Копі
- Острів Грілі
- Острів Джексона
- Острів Діка
- Острів Іванова
- Острів Карла-Александра
- Острів Кверіні
- Острів Кейна
- Острів Куна
- Острів Луїджі
- Острів Паєра
- Острів Райнера
- Острів Соловйова
- Острів Солсбері
- Острів Торупа
- Острів Циглера
- Острови Александра
- Острови Ієске
- Острови Кучина
- Острови Мак-Гі
- Острови Міріам
- Острови Чичагова
- Понтремолі
- Рифи Лесгафта
- Рифи Міловзорова
- Столічка
- Чамп

## Історія
Острови названі на честь угорського графа Едмунда Зичі, одного з найбільших спонсорів Австро-Угорської полярної експедиції 1872–1874 років.